# Долукьой
Вижте пояснителната страница за други значения на Долукьой.
Долукьой или Богатое (на украински: Багате) е село в Южна Украйна, Одеска област, Измаилски район. Заема площ от 4,9 км2.

## Геогарфия
Селото се намира в историческата област Буджак (Южна Бесарабия). Разположено е на 16 километра североизточно от Измаил, край югозападния бряг на езерото Катлабух.

## История
В Указ на руския император Александър І от 29 декември 1819 година, регламентиращ статута на „българите и другите отвъддунавски преселници“, Долукьай е посочено като селище в Измаилски окръг. В 1852 година селото, което продължава да е част от Измаилски окръг, има 913 жители.
Съгласно Парижкия мирен договор от 1856 г. Долукьой попада в Княжество Молдова, а впоследствие - в новообразуваната Румъния. През 1878 година отново е в състава на Руската империя. В началото на ХХ век селото има 1078 къщи (двора). Жителите му притежават 5381 десетини земя. През 1918-1940 и 1941-1944 година Долукьой е в границите на Румъния. Според данните от преброяването от 1930 година жителите му са 3.554 души, от които 2821 българи, 712 румънци, 18 руснаци.
От края на юни 1940 до юни 1941 година селото е в състава на Съветския съюз. От 1944 до 1991 година Долукьой, преименувано през 1947 година на Богатое, отново е част от СССР, а от 1991 година, като Бахате – от независима Украйна.

## Население
Населението на селото възлиза на 3977 души(2001). Гъстотата е 811,63 души/км2. По-голяма част от жителите са бесарабски българи.
Демографско развитие:
- 1852 – 913 души
- 1930 – 3554 души
- 1940 – 4100 души
- 2001 – 3977 души

### Езици
Численост и дял на населението по роден език, според преброяването на населението през 2001 г.:
| Роден език | Численост | Дял (в %) |
| Общо       | 3977      | 100.00    |
| Български  | 2980      | 74.93     |
| Молдовски  | 439       | 11.03     |
| Руски      | 331       | 8.32      |
| Украински  | 200       | 5.02      |
| Гагаузки   | 12        | 0.30      |
| Беларуски  | 1         | 0.02      |
| Румънски   | 1         | 0.02      |
| Други      | 13        | 0.32      |